# Сорен, Констан

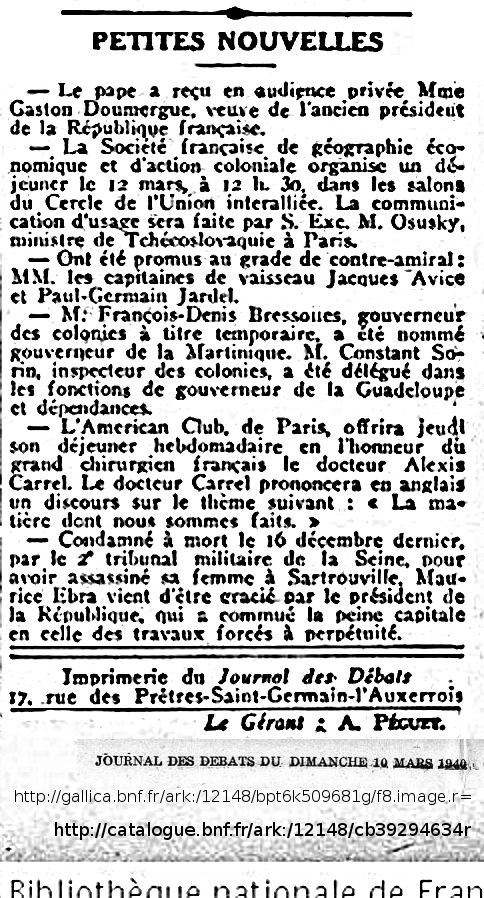
Констан Сорин назначен губернатором Гваделупы, 10 марта 1940 г.

Констан Луи Сильвен Сорен — губернатор Гваделупы с 1940 по 1943 год.

## Биография
Мало что известно о ранних годах жизни Констана Сорена, кроме того, что он окончил военную академию Сен-Сир в 1923 году.
После недолгой службы в армии Сорен решил перейти в гражданскую администрацию. По назначению Жоржа Манделя он прибыл в Гваделупу в апреле 1940 года, незадолго до капитуляции Франции в июне того же года.
10 марта 1940 года Констан Сорен был назначен губернатором Гваделупы.
Отношение к Сорену среди общественности было неоднозначным. Его критики обвиняли его в поддержке режима Виши. Однако стоит отметить, что властям Виши не требовалось утверждать своё влияние для расширения республиканской администрации. Государственные служащие Виши в Вест-Индии изначально были чиновниками Республики. Сорен, например, был назначен на свой пост ещё Республикой в 1940 году а адмирал Робер, Верховный комиссар Республики на западноатлантическом театре, получил назначение на Мартинику ещё в 1939 году.
Опубликованное в официальном журнале от 14 марта 1942 года выступление Сорена могло бы подпитывать миф о самодостаточности Гваделупы под его управлением, включая идеи о необходимости её «пробуждения». Тем не менее, реальные материальные достижения оказались весьма скромными, что соответствует воспоминаниям о тяжёлых условиях того времени.

### Обращение к фермерам и промышленникам Гваделупы
«Прежде чем искать помощь у других, научитесь полагаться на себя. Пришло время смело взяться за дело и трудиться с полной отдачей. Нам нужно производить. Вы уже сделали шаг, развивая продовольственные культуры и выращивая маниок... Теперь постарайтесь сохранить текущий уровень экспортных культур, но не стремитесь их расширять — благоразумие требует этого, ведь никто не знает, что нас ждёт завтра. Вместо этого сосредоточьтесь на развитии потребительских культур. Пусть ваша страна станет страной арахиса — и у вас будет собственное масло, продукт первой необходимости. Сажайте касторовые растения и кокосовые пальмы, чтобы обеспечить себя мылом. Выращивайте сизаль, и у вас будет верёвка и шпагат... Сегодня мы говорим о жизни и будущем вашей страны — и всё это в ваших руках.».
Для поддержки этой программы Сорин принял несколько указов, в том числе запрет на вырубку фруктовых деревьев (хлебное дерево, манговое дерево и т. д.).

## Усилия Гваделупы
Импортные продукты исчезли, и это ощущалось особенно остро. Сорин начал реализовывать политику под названием «Усилия Гваделупы», нацеленную на развитие местного производства. Однако, несмотря на героизм того периода, нельзя утверждать, что эта инициатива обеспечила полную самодостаточность. Напротив, эпоха подчеркнула зависимость острова от внешних поставок.
Сорин пытался мотивировать крупных землевладельцев на выращивание продовольственных культур, но площади под эти цели оставались незначительными. Например, фабрика Бонн-Мер в Сент-Роз выделила под продовольственные культуры всего 30 гектаров из 1600, что составляло менее 2%. Землевладельцы, игнорируя проблемы рабочих и опасаясь последствий законов, регулирующих производство рома и сахара, стремились сосредоточиться на производстве сахара для последующей продажи в условиях экономического роста после войны. В результате скромный объем продовольственных культур был недостаточен, чтобы справиться с кризисом.
Хотя считается, что в Гваделупе никто не умирал от голода, ситуация заметно отразилась на здоровье населения. Смертность выросла в результате тотальной блокады, которая пришлась на первую половину 1943 года. Это, вероятно, ускорило активизацию сопротивления в том же году.